# Bilokacija
Bilokacija je navodna mogućnost bivanja na dva različita mjesta u isto vrijeme. 
U Katoličkoj Crkvi javlja se fenomen bilokacije. Neki svetci kao sveti Antun Padovanski, sveti Josip Kupertinski i sveti Padre Pio navodno su mogli biti na dva mjesta u isto vrijeme. Kaže se, da im je želja za dobra djela bila toliko velika, da su mogli biti u isto vrijeme na dva mjesta. Tako je naprimjer i dominikanac, sv. Martin de Porres, navodno obavljao svoje dužnosti u samostanu, dok se u isto vrijeme brinuo o bolesnima u bolnici. Za Padra Pia navodi se da je bio nazočan na kanonizaciji svete male Terezije od djeteta Isusa, te spasio jednog generala od samoubojstva, dok su ga vidjeli u samostanu.